# San Marcos (Califórnia)
San Marcos é uma cidade localizada no estado americano da Califórnia, no condado de San Diego. Foi incorporada em 28 de janeiro de 1963.

## Geografia
De acordo com o United States Census Bureau, a cidade tem uma área de 63,2 km², onde 63,1 km² estão cobertos por terra e 0,1 km² por água.

### Localidades na vizinhança
O diagrama seguinte representa as localidades num raio de 16 km ao redor de San Marcos.

## Demografia
Segundo o censo nacional de 2010, a sua população é de 83 781 habitantes e sua densidade populacional é de 1 327,37 hab/km². Possui 28 641 residências, que resulta em uma densidade de 453,77 residências/km².